# 미국의 공항 목록
미국의 공항 목록이다.

## IATA 부호 순
| 애틀랜타 \|\| align=center\|ATL \|\| align=center\|KATL \|\| 하츠필드 잭슨           | 조지아주                  |
| 앵커리지 \|\| align=center\|ANC \|\| align=center\|PANC \|\| 테드 스티븐스           | 알래스카주                |
| 보스턴 \|\| align=center\|BOS \|\| align=center\|KBOS \|\| 로간                      | 매사추세츠주              |
| 댈러스 \|\| align=center\|DFW \|\| align=center\|KDFW \|\| 포트워스                  | 텍사스주                  |
| 디트로이트 \|\| align=center\|DTW \|\| align=center\|KDTW \|\| 디트로이트            | 미시간주                  |
| 뉴어크 \|\| align=center\|EWR \|\| align=center\|KEWR \|\| 뉴어크                    | 뉴저지주                  |
| 워싱턴 \|\| align=center\|IAD \|\| align=center\|KIAD \|\| 덜스                      | 워싱턴 D.C. / 버지니아주  |
| 휴스턴 \|\| align=center\|IAH \|\| align=center\|KIAH \|\| 휴스턴                    | 텍사스주                  |
| 뉴욕 \|\| align=center\|JFK \|\| align=center\|KJFK \|\| 존 F. 케네디                | 뉴욕 시 퀸스 구 자메이카  |
| 라스베이거스 \|\| align=center\|LAS \|\| align=center\|KLAS \|\| 매캐런              | 네바다주 라스베이거스     |
| 멤피스 \|\| align=center\|MEM \|\| align=center\|KMEM \|\| 멤피스                    | 테네시주                  |
| 로스앤젤레스 \|\| align=center\|LAX \|\| align=center\|KLAX \|\| 로스앤젤레스        | 캘리포니아주 로스앤젤레스 |
| 뉴욕 \|\| align=center\|LGA \|\| align=center\|KLGA \|\| 라구아디아                  | 뉴욕 시 퀸스 구           |
| 올랜도 \|\| align=center\|MCO\|\|align=center\|KMCO\|\| 올랜도                       | 플로리다주                |
| 미니애폴리스 \|\| align=center\|MSP\|\|align=center\|KMSP \|\| 미니애폴리스-세인트폴 | 미네소타주                |
| 시카고 \|\| align=center\|ORD\|\| align=center\|KORD \|\| 오헤어                     | 일리노이주 시카고         |
| 포틀랜드 \|\| align=center\|PDX \|\| align=center\|KPDX \|\| 포틀랜드                | 오리건주 포틀랜드         |
| 시애틀 \|\| align=center\|SEA \|\| align=center\|KSEA \|\| 타코마                    | 워싱턴주                  |
| 샌프란시스코 \|\| align=center\|SFO \|\| align=center\|KSFO \|\| 샌프란시스코        | 캘리포니아주              |
| 솔트레이크시티 \|\| align=center\|SLC \|\|align=center\|KSLC \|\| 솔트레이크시티     | 유타주                    |
| 호놀룰루 \|\| align=center\|HNL \|\| align=center\|PHNL \|\| 다니엘 K. 이노우에      | 하와이주                  |
| 덴버 \|\| align=center\|DEN \|\| align=center\|KDEN \|\| 덴버                        | 콜로라도주                |
| 볼티모어 \|\| align=center\|BMI \|\| align=center\|KBMI \|\| 워싱턴                  | 메릴랜드주                |
| 클리블랜드 \|\| align=center\|CLE \|\| align=center\|KCLE \|\| 홉킨스                | 오하이오주                |
| 신시내티 \|\| align=center\|CVG \|\| align=center\|KCVG \|\| 신시네티/켄터키 북부    | 오하이오주                |
| 마이애미 \|\| align=center\|MIA \|\| align=center\|KMIA \|\| 마이애미                | 플로리다주                |
| 피츠버그 \|\| align=center\|PIT \|\| align=center\|KPIT \|\| 피츠버그                | 펜실베이니아주            |
| 샌안토니오 \|\| align=center\|SAT \|\| align=center\|KSAT \|\| 샌안토니오            | 텍사스주                  |
| 산호세 \|\| align=center\|SJC \|\| align=center\|KSJC \|\| 산호세                    | 캘리포니아주              |
| 사이판 \|\| align=center\|SPN \|\| align=center\|PGSN \|\| 사이판                    |                           |
| 괌 \|\| align=center\|GUM \|\| align=center\|PGUM \|\| 앤토니오 B. 원 팻             |                           |
| 하와이 \|\| align=center\|KOA \|\| align=center\| PHKO \|\| 코나                     | 하와이주                  |

## 같이 보기
- 공항 목록